# Антонис Георгалидес
Антонис Георгалидес (на гръцки: Αντώνης Γεωργαλίδης) е кипърски футболист, вратар, който играе за Омония.

## Кариера
Юноша е на Анортозис, за когото играе до 2006 г. С него има спечелени две титли и две купи на страната. През 2006 г. преминава в Омония, където е титуляр и за шест години печели титла, две купи и суперкупа. През сезон 2012/13 играе за Алки Ларнака, а следващата година в гръцкия Платаниас. През 2014 г. се завръща в Омония.

## Отличия

### Анортозис
- Кипърска първа дивизия (2): 1999/00, 2007/08
- Носител на Купата на Кипър (2): 2002, 2003

### Омония
- Кипърска първа дивизия (1): 2009/10
- Носител на Купата на Кипър (2): 2011, 2012
- Носител на Суперкупата на Кипър (1): 2010